# Roger Donaldson
Roger Donaldson (* 15. listopadu 1945 Ballarat, Victoria, Austrálie) je novozélandsko-americký režisér, scenárista, producent a občasný herec. Jeho nejznámějšími filmy jsou Bounty (1984) s Anthonym Hopkinsem, Melem Gibsonem a Danielem Day- Lewisem, Mutant (1995) s Benem Kingsleym a Forestem Whitakerem a V zajetí rychlosti (2005) opět s Anthonym Hopkinsem.

## Život
Roger Donaldson se narodil 15. listopadu 1945 v Ballaratu v Austrálii. V roce 1965 emigroval na Nový Zéland, kde začal točit reklamy a seriály.

## Kariéra

### Sedmdesátá léta
Prvním výraznějším snímkem byl dokument Burt Munro: Offerings to the God of Speed, který natočil roku 1971. O 34 let později natočil o Burtu Munrovi svůj nejlepší film. Roku 1977 natočil film thriller Sleeping Dogs, což byl jeden z prvních filmů Sama Neila.

### Osmdesátá léta
Do osmdesátých let vstoupil snímkem Nutcase, který žádný výraznější úspěch nezaznamenal. Zahraniční úspěch však měl až snímkem Palác vraků (1981). Díky němu se dostal do Hollywoodu.
Prvním americkým filmem byla Bounty (1984) s Anthonym Hopkinsem, Melem Gibsonem, Danielem Day-Lewisem, Liamem Nessonem a Laurencem Olivierem. Snímek získal nominaci na Zlatou palmu v Cannes, což umožnilo Donaldsonovi dále točit.
Po nevýrazné Marii (1985) natočil roku 1987 thriller Bez východiska s Kevinem Costnerem a Genem Hackmanem.
Následující film bylo drama s prostředí barmanů Koktejl (1988) s Tomem Cruisem.

### Devadesátá léta

#### Neuspokojivá první polovina
Komedie Cadillac se slevou (1990) Timem Robbinsenem a Robinem Williamsem nebyla příliš úspěšná, proto Donaldson natočil další thriller: Bílé písky (1992) s Willem Dafoe a Mickey Rourkem, ovšem film opět úspěch nesklidil.
Následující Útěk do Mexika (1994) měl silné herecké obsazení (Alec Baldwin, Kim Basingerová, David Morse,...), komerčně ale nebyl úspěšný. Ani brutální horor Mutant (1995) se i přes kvalitní efekty s žádným větším ohlasem nesetkal.

#### Druhá polovina
V druhé polovině devadesátých let natočil Donaldson pouze jeden film: Rozpoutané peklo (1997) s Piercem Brosnanem. I přes průměrnost[zdroj⁠?!] byl film výdělečný.

### Vstup do nového milénia
V roce 2000 Donaldson natočil snímek Třináct dní s Kevinem Costnerem o Kubánské krizi. Na vrchol se však dostal až díky filmu Test (2003) s Al Pacinem a Colinem Farrellem. Poté na Novém Zélandu natočil svůj nejlépe hodnocený film V zajetí rychlosti (2005) s Anthonym Hopkinsem. Snímku se dostalo dobrého přijetí a i zisky byly uspokojivé. V roce 2008 natočil další film Čistá práce s Jasonem Stathamem a Davidem Suchetem. Tento krimi film byl dobře přijat.[zdroj⁠?!]

### Po roce 2010
Roku 2011 natočil Donaldson film Vendeta s Nicolasem Cagem a Guyem Pearcem. Film byl však průměrný a své zklamání vyjádřili kritici i diváci. Tři roky na to následoval film November Man s Piercem Brosnanem. Film byl tak trochu klon Jamese Bonda, a proto byl asi tak úspěšný. Roku 2016 měl natočit snímek Na západní frontě klid podle slavného románu Ericha Marii Remarquea. Film však nevznikl.
Natočil dokument McLaren (2016) o stejnojmenném závodníkovi. Na rok 2018 je plánována premiéru filmu Icarus Factor.